# Tefrifonolito
Tefrifonolito, ou tefri-fonolito, é uma rocha ígnea extrusiva, máfica, de composição intermédia, com características que a colocam entre o fonotefrito e o fonolito. Contém 9 a 14% de álcalis e 48 a 57% de sílica (ver Diagrama TAS). O tefrifonolito é aproximadamente equivalente ao fonolito tefrítico da classificação QAPF.
O tefrifonolito foi encontrada, por exemplo, no vulcão Colli Albani, em Itália, e no Rift de Asunción, no Paraguai.